# 2006年カタール・エクソンモービル・オープン
2006年カタール・エクソンモービル・オープン (2006 Qatar ExxonMobil Open)は、2006年1月2日から1月7日にかけてカタール・ドーハのハリファ国際テニス競技場 にて開催されたATPツアーインターナショナル・シリーズ大会である。

## 優勝

### シングルス
ロジャー・フェデラー def.  ガエル・モンフィス, 6-3, 7-6(5)

### ダブルス
ヨナス・ビョークマン /  マックス・ミルヌイ def.  クリストフ・ロクス /  オリビエ・ロクス, 2-6, 6-3, [10-8]